# 1976年4月29日日食
1976年4月29日日食是一次日環食，發生於1976年4月29日。新月當天（即朔日），地球上觀測到月球和太阳的角距離極小，此時月球如果恰好在月球交點附近，穿過太阳和地球之間，與地球、太阳接近一直線，則會出現日食。月球穿過太阳和地球之間，但距地球較遠，本影未能接觸地表，而使偽本影覆蓋的區域內看到月球的角直徑小於太陽，就形成日環食，同時在偽本影兩側數千公里的半影範圍內形成日偏食。此次日環食經過了塞内加尔、毛里塔尼亚、马里、阿尔及利亚、突尼西亞、利比亚、希腊、土耳其、伊朗、苏联、阿富汗、巴基斯坦、印度、中國，日偏食則覆蓋了北至北冰洋、南至赤道附近、西至美洲東部沿海和小安的列斯群岛、東至中國中部的廣大地區。

## 日食概況

### 出現區域
巴西東北部海岸以北約1000公里的大西洋洋面在日出時最先看到日環食，隨後月球偽本影向東北移動，從塞内加尔海岸登陸，斜貫非洲大陸西北部後從利比亚西北部海岸進入地中海，在班加西西北約260公里處的海面達到最大食分。此後偽本影又擦過希腊的伯罗奔尼撒半島南端及地中海內的部分島嶼，穿過土耳其，逐漸轉為向東移動，沿伊朗與苏联（今亞美尼亞和阿塞拜疆部分）邊境進入裏海，並再次經過苏联（今土库曼斯坦、乌兹别克斯坦、塔吉克斯坦部分）和伊朗的一部分，向阿富汗、巴基斯坦、印度、中國交界處的帕米爾高原和克什米尔地區移動，最終在日落時分結束於中國西藏自治区那曲地区（今那曲市）與昌都地區（今昌都市）交界處一帶。全過程中，偽本影完全覆蓋了一個首都，塞内加尔達喀爾，而利比亚的黎波里位於環食帶北緣，除城市西北部以外其餘部分能看到日環食。此外，當時隸屬苏联的今亞美尼亞首都葉里溫和土库曼斯坦首都阿什哈巴德也被偽本影完全覆蓋，阿塞拜疆巴库和塔吉克斯坦杜尚别則均位於環食帶北緣，巴库南郊、杜尚别除城市北部以外的部分都能看到日環食。環食帶覆蓋了位於巴基斯坦和中國的共5座8000米級山峰——南迦帕爾巴特峰、喬戈里峰、布洛阿特峰、加舒爾布魯木II峰、加舒爾布魯木I峰。
偽本影經過的陸地包括：
- 塞内加尔：达喀尔区、捷斯區、法蒂克區北半部、久爾貝勒區、考拉克区北部、盧加區除東南部外的大部、聖路易區、馬塔姆區西北部；
- 毛里塔尼亚：特拉扎省東南部、卜拉克納省、戈爾戈勒省北半部、阿薩巴省北半部、塔甘特省除西北和東南兩角外的絕大部分、阿德拉爾省南部、東胡德省北部；
- ：自西南向東北斜貫通布圖區北部；
- 阿尔及利亚：自西南向東北斜貫阿德拉爾省中部偏南和塔曼拉塞特省北部後經過瓦爾格拉省東南部和伊利濟省北部；
- 突尼西亞：泰塔溫省南部；
- 利比亞：納盧特省除北側邊境和南部外的大部、西山省北半部、努加特海姆斯省極東南角、扎維耶省除西北部外的大部、阿齊濟耶省、的黎波里省除西北角外的絕大部分、邁爾蓋卜省、米蘇拉塔省中北部；
- 希腊：伯罗奔尼撒大區南端、南愛琴大區除西北部和東南部外的大部分島嶼、克里特大區西北半部、北愛琴大區的薩摩斯州；
- 土耳其：伊茲密爾省南部、艾登省、穆拉省除極東南角外的絕大部分、马尼萨省東南部、代尼茲利省、布爾杜爾省、安塔利亚省中北部、烏沙克省南部、阿菲永卡拉希萨尔省南半部、伊斯帕爾塔省、科尼亚省除南北兩端外的大部、安卡拉省南端、卡拉曼省北部、阿克萨赖省、克爾謝希爾省南半部、尼代省、梅爾辛省北部、內夫謝希爾省、約茲加特省南部、開塞利省、阿达纳省北半部、奧斯曼尼耶省北部、錫瓦斯省中南部、卡赫拉曼馬拉什省中北部、马拉蒂亚省、阿德亚曼省北部、埃爾津詹省除北部外的大部、通傑利省、埃拉澤省、迪亚巴克尔省北半部、居米什哈內省南部、巴伊布爾特省南部、賓格爾省、埃尔祖鲁姆省南半部、穆什省、巴特曼省北半部、錫爾特省北部、比特利斯省除南端外的絕大部分、凡城省北半部、阿勒省、卡爾斯省南部、厄德爾省；
- 伊朗：第一次入境經過西亞塞拜然省北部、東亞塞拜然省北部、阿爾達比勒省北半部、吉蘭省北部，第二次入境經過戈勒斯坦省東北部、北呼羅珊省北部、礼萨呼罗珊省北部；
- 苏联：
  - 亚美尼亚苏维埃社会主义共和国：亞馬維爾州除極西北角外的絕大部分、阿拉加措特恩州南部、亞拉拉特州、葉里溫市、科泰克州、格加爾庫尼克州、瓦約茨佐爾州、休尼克州；
  - 阿塞拜疆苏维埃社会主义共和国：凱達貝克區極東南角、達什卡桑區南部、漢拉爾區南部、戈蘭博伊區西南部、泰爾泰爾區中南部、巴爾達區中南部、阿格達什區南端、扎爾多布區除西北端外的絕大部分、烏賈雷區南部、丘爾達米爾區中南部、阿赫蘇區南部、沙馬基區南部、戈布斯坦區南部、阿布歇隆區南半部、巴库市南半部及以南各區（含纳希切万自治共和国）；
  - 土库曼苏维埃社会主义共和国：巴爾坎州中部偏南、阿哈爾州除北部和東南部外的大部、阿什哈巴德、達沙古茲州東南角、馬雷州北半部、列巴普州中南部；
  - 乌兹别克苏维埃社会主义共和国：布哈拉州東南部、卡什卡達里亞州中南部、蘇爾漢河州除北部外的大部；
  - 塔吉克苏维埃社会主义共和国：共和國直轄區西南部、杜尚别除北部外的大部、哈特隆州除東北部外的大部、戈爾諾-巴達赫尚自治州南半部；
- 阿富汗共和國：法里亚布省北部、朱茲詹省北半部、薩爾普勒省極東北角、巴爾赫省北半部、萨曼甘省北部、昆都士省、巴格蘭省北部、塔哈爾省除東南角外的絕大部分、巴達赫尚省除南北兩端外的大部、努爾斯坦省東北部；
- 巴基斯坦：开伯尔-普什图省北部、吉爾吉特-巴爾蒂斯坦除南部外的大部、自由克什米爾極北端；
- 印度：查谟和克什米尔邦東北部（今拉達克北部）；
- 中国：新疆维吾尔自治区西南部、西藏自治区中部偏北、青海省西南部。[3][4]

除了上述狹窄的環食帶內能看到日環食之外，月球半影覆蓋範圍內都能看到日偏食，包括加拿大東南部、圣皮埃尔和密克隆、美国東北部、百慕大、格陵兰東南部、蘇利南東半部、法屬圭亞那、巴西東北部、整個欧洲、北非、西非、中部非洲北半部、东非北部、西亚、南亚除马尔代夫南部外的絕大部分、中國中西部、蒙古除東南角外的絕大部分、中南半島西北半部、苏联除今俄罗斯東部外的大部（含其他加盟共和國全境）。

### 基本參數
- 類型：日環食
- 食甚中心處（位於利比亚班加西西北約260公里的地中海）資料：
  - 時間：1976年4月29日10:23:30.8
  - 地點：33°56.7′N 18°16.6′E / 33.9450°N 18.2767°E
  - 食分：0.9421（環食帶內最大）
  - 日環食持續時間：6分41.0秒

## 觀測
中国科学院物理研究所、中国科学院數學研究所和新疆地震大隊的人員在新疆维吾尔自治区和田地區和田縣西南部、海拔5500米的喀喇昆仑山口附近用重力儀、傾斜儀、擺鐘和地震儀對引力效應做了觀測。觀測所得結果顯示重力加速度在儀器精度範圍內沒有明顯效應，傾斜儀的感光紙由於感光線條很粗也未能記錄到傾斜，而筆記錄紙上記錄到了3個傾斜，發生的時間和方向都與日環食的時間及方位有明顯關聯。基於困難的高山條件，觀測隊未能取得更多對比數據。

## 相關的日食

### 1975-1978年的日食
月球交替位於相對的月球交點時，以半個交點年（食年），即約177天又4小時間隔出現下列日食。
| 降交點   | 降交點                   |          | 升交點                   | 升交點 |
| 沙羅周期 | 地圖                     | 沙羅周期 | 地圖                     |        |
| 118      | 1975年5月11日 偏食（北） | 123      | 1975年11月3日 偏食（南） |        |
| 128      | 1976年4月29日 環食       | 133      | 1976年10月23日 全食      |        |
| 138      | 1977年4月18日 環食       | 143      | 1977年10月12日 全食      |        |
| 148      | 1978年4月7日 偏食（南）  | 153      | 1978年10月2日 偏食（北） |        |

### 沙羅周期
沙羅週期長度為18年11天。本次日食屬於沙羅週期128，共包含73次日食，依次為984年8月29日至1399年5月6日的24次日偏食、1417年5月16日至1471年6月18日的4次日全食、1489年6月28日至1543年7月31日的4次全環食（亦稱混合食）、1561年8月11日至2120年7月25日的32次日環食、2138年8月5日至2282年11月1日的9次日偏食，總共歷時1298.17年。其中最長的全食發生於1453年6月7日，共持續了1分45秒。
下表列舉了1901年至2100年間發生的屬於該周期的日食，是第52至62次：
| 52            | 53            | 54            |
| ------------- | ------------- | ------------- |
| 1904年3月17日 | 1922年3月28日 | 1940年4月7日  |
| 55            | 56            | 57            |
| 1958年4月19日 | 1976年4月29日 | 1994年5月10日 |
| 58            | 59            | 60            |
| 2012年5月20日 | 2030年6月1日  | 2048年6月11日 |
| 61            | 62            |               |
| 2066年6月22日 | 2084年7月3日  |               |

## 資料來源
1. ↑  樊忠玉. . 中国天文科普网.   [2016-03-17]. （原始内容存档于2014-09-17）.
2. 1 2  Fred Espenak. . NASA Eclipse Web Site.   [2016-03-17]. （原始内容存档于2020-10-23）.（英文）
3. ↑  Fred Espenak. . NASA Eclipse Web Site.   [2016-03-17]. （原始内容存档于2020-10-27）.（英文）
4. ↑  Xavier M. Jubier. .   [2016-03-17]. （原始内容存档于2017-03-05）.（法文）（英文）
5. ↑  Fred Espenak. . NASA Eclipse Web Site.   [2016-03-17]. （原始内容存档于2008-08-29）.（英文）
6. ↑  王榴泉 田景发 刘煜奋 汤小琳 赵之淑 秦荣先 谭大均 刘易成 张建朝. . 科學通報. 1978, (8): 477–480.
7. ↑  Fred Espenak. . NASA Eclipse Web Site.（英文）

## 外部連結
- NASA日食專頁（页面存档备份，存于）（英文）
- 可見區域圖和時間統計：由弗雷德·埃斯佩纳克做出的日食預報，NASA/GSFC
  - Google互動地圖呈現的日食範圍
  - 貝塞爾元素
- Google地圖顯示的日環食和日偏食範圍（页面存档备份，存于）（法文）（英文）

| \| \| 日食 \|                             |                              |                                            |
| 上一次日食： 1975年11月3日日食 （日偏食） | 1976年4月29日日食 （日環食） | 下一次日食： 1976年10月23日日食 （日全食） |
| 上一次日環食： 1973年12月24日日食         | 1976年4月29日日食 （日環食） | 下一次日環食： 1977年4月18日日食           |
|                                           | 日食                         |                                            |